# Heilig Gras
Heilig Gras was een Nederlands televisieprogramma over voetbal dat in 1996 werd uitgezonden (onder de titel Hard Gras) door Veronica. Vanaf het voorjaar van 2011 was het programma terug op de Nederlandse televisie bij PowNed.

## Geschiedenis
Het programma werd geproduceerd door de makers van het tijdschrift Hard gras, maar vanwege commerciële belangen mocht de zender het programma niet onder dezelfde titel uitzenden. Het programma zou in eerste instantie worden gepresenteerd door Hugo Borst en Henk Spaan, maar Borst haakte af nadat hij begin 2011 had laten weten met televisiewerk te zullen stoppen.

## Afleveringen

### 1996
| Nr. | Datum             | Aflevering       | Kijkcijfers |
| --- | ----------------- | ---------------- | ----------- |
| 1   | 2 september 1996  | Nelson Mandela   | -           |
| 2   | 9 september 1996  | Marco van Basten | -           |
| 3   | 16 september 1996 | Marco van Basten | -           |
| 4   | 23 september 1996 | Helenio Herrera  | -           |

### 2011
| Nr. | Datum         | Aflevering                   | Kijkcijfers |
| --- | ------------- | ---------------------------- | ----------- |
| 1   | 8 april 2011  | Robin van Persie             | 279.000     |
| 2   | 15 april 2011 | Nike                         | 222.000     |
| 3   | 22 april 2011 | Sportouders en sportkinderen | 145.000     |
| 4   | 29 april 2011 | Statistiek in het voetbal    | 157.000     |
| 5   | 6 mei 2011    | ADO Den Haag                 | 201.000     |
| 6   | 13 mei 2011   | Frank de Boer                | 268.000     |